# Mark Geiger
Mark Geiger, född 25 augusti 1974 i Beachwood, New Jersey, är en fotbollsdomare från USA. Geiger blev internationell Fifa-domare 2008.
Geiger dömde under Fotbolls-VM 2018 i Ryssland matchen mellan Colombia och England den 3 juli. Hans prestation ansågs vara kontroversiell, med kritik från båda lagen. Colombias kapten Radamel Falcao och förbundskapten José Pékerman anklagade båda Geiger för att gynna Englands lag under matchen.